# 1962 في مصر
فيما يلي قوائم الأحداث التي وقعت خلال عام 1962 في مصر.

## أفلام
من الأفلام التي صدرت هذه السنة في مصر:
- 1 يناير – آه من حواء من إخراج فطين عبد الوهاب.
- 1 يناير – الحقيبة السوداء من إخراج حسن الصيفي.
- 1 يناير – الخطايا من إخراج حسن الإمام.
- 1 يناير – الزوجة 13 من إخراج فطين عبد الوهاب.
- 1 يناير – اللص والكلاب من إخراج كمال الشيخ.
- 1 يناير – بنات بحري من إخراج حسن الصيفي.
- 1 يناير – هذا الرجل أحبه من إخراج حسين حلمي المهندس.
- 14 يناير – ألمظ وعبده الحامولي من إخراج حلمي رفلة.
- 29 يناير – الأشقياء الثلاثة من إخراج حسام الدين مصطفى.
- 4 مارس – يوم بلا غد من إخراج هنري بركات.
- 13 مايو – الشموع السوداء من إخراج عز الدين ذو الفقار.
- 23 يونيو – صراع الأبطال من إخراج توفيق صالح.
- 22 أكتوبر – رسالة من امرأة مجهولة من إخراج صلاح أبو سيف.
- 4 نوفمبر – مذكرات تلميذة من إخراج أحمد ضياء الدين.
- 12 ديسمبر – موعد في البرج من إخراج عز الدين ذو الفقار.
- 24 ديسمبر – المعجزة من إخراج حسن الإمام.

## مواليد

### يناير
- 3 يناير – إلهام شاهين ممثلة مصرية.
- 4 يناير – ليلى علوي ممثلة مصرية.
- 9 يناير – علاء ميهوب لاعب كرة قدم مصري.
- 24 يناير – طارق سليمان لاعب كرة قدم مصري.
- 27 يناير – أسامة عرابي لاعب كرة قدم مصري.

### أبريل
- 1 أبريل – طاهر أبو زيد لاعب كرة قدم مصري.
- 18 أبريل – بثينة كامل

### يونيو
- 10 يونيو – أحمد خالد توفيق مؤلف وروائي وطبيب مصري.

### يوليو
- 4 يوليو – نجلاء محمود سياسية مصرية.
- 16 يوليو – أحمد منصور صحفي مصري.

### أغسطس
- 10 أغسطس – هشام يكن
- 13 أغسطس – نعمت شفيق

### سبتمبر
- 17 سبتمبر – هشام قنديل رئيس الوزراء المصري الواحد والخمسين.
- 27 سبتمبر – خالد الخميسي

### أكتوبر
- 7 أكتوبر – حكيم مغني مصري.

### نوفمبر
- 3 نوفمبر – منى الهواري لاعبة رماية مصرية.

## وفيات

### يناير
- 1 يناير – إبراهيم مصطفى (مواليد 1888)

### أغسطس
- 9 أغسطس – حسين فوزي (مواليد 1904) منتج ومخرج مصري.